# Francisco Rocha
Francisco José Ferreira da Rocha (30 de janeiro de 1967) é um político português. Foi deputado à Assembleia da República na XIV e XV legislaturas (2022-2023) pelo Partido Socialista. Possui uma licenciatura em Engenharia Zootécnica, em Gestão e Desenvolvimento de Recursos Humanos, uma frequência de Mestrado em Gestão Pública e Autárquica e uma frequência de Mestrado em Tecnologias de Produção Animal.
Renunciou ao mandato de deputado à Assembleia da República em março de 2023, por ter sido nomeado para o Conselho de Administração da Águas do Norte.